# Courçon
Courçon är en kommun i departementet Charente-Maritime i regionen Nouvelle-Aquitaine i västra Frankrike. Kommunen ligger  i kantonen Courçon som ligger i arrondissementet La Rochelle. År 2022 hade Courçon 2 081 invånare.

## Befolkningsutveckling
Antalet invånare i kommunen Courçon
Referens:INSEE